# Willow Island (Nebraska)
Willow Island je naseljeno područje za statističke svrhe u američkoj saveznoj državi Nebraska. Prema popisu stanovništva iz 2010. u njemu je živjelo 26 stanovnika.